# Ammospiza
Genre
Ammospiza est un genre d'oiseaux de la famille des Passerellidae.

## Liste des espèces
Selon la classification de référence du Congrès ornithologique international (14.2, 2024) il comporte quatre espèces :
- Ammospiza leconteii (Audubon, 1844) – Bruant de Le Conte
- Ammospiza maritima (Wilson, 1811) – Bruant maritime
- Ammospiza nelsoni (Allen, 1875) – Bruant de Nelson
- Ammospiza caudacuta (Gmelin, 1788) – Bruant à queue aiguë